# Cremastus obsoletus
Cremastus obsoletus är en stekelart som beskrevs av Dasch 1979. Cremastus obsoletus ingår i släktet Cremastus och familjen brokparasitsteklar. Inga underarter finns listade i Catalogue of Life.